# 梅雷尼鄉 (特列奧爾曼縣)
44°14′N 25°38′E / 44.233°N 25.633°E
梅雷尼鄉（羅馬尼亞語：Comuna Mereni, Teleorman），是羅馬尼亞的鄉份，位於該國南部，由特列奧爾曼縣負責管轄，面積80平方公里，海拔高度76米，2007年人口3,076，人口密度每平方公里38人。